# Bras Rocheux
Le bras Rocheux est un affluent de la rivière Ha! Ha!, coulant dans la région administrative du Saguenay–Lac-Saint-Jean, dans la province de Québec, au Canada. Le cours de la rivière traverse successivement :
- la municipalité de Ferland-et-Boilleau, dans la municipalité régionale de comté (MRC) du Fjord-du-Saguenay ;
- le territoire non organisé de Lac-Ministuk de la même MRC ;
- la ville de Saguenay.

La route 381 dessert le versant ouest de la vallée de la rivière Ha! Ha! et coupe la partie inférieure du bras Rocheux. Quelques autres routes forestières secondaires desservent la vallée du bras Rocheux, surtout pour les besoins la foresterie et des activités récréotouristiques.
La foresterie constitue la principale activité économique de cette vallée ; les activités récréotouristiques, en second.
La surface du bras Rocheux est habituellement gelée du début de décembre à la fin mars, toutefois la circulation sécuritaire sur la glace se fait généralement de la mi-décembre à la mi-mars.

## Géographie
Les principaux bassins versants voisins du bras Rocheux sont :
- côté nord : rivière Ha! Ha!, baie des Ha! Ha! ;
- côté est : rivière des Cèdres, lac des Cèdres, lac du Gros Poisson ;
- côté sud : rivière Ha! Ha!, rivière à Mars ;
- côté ouest : rivière à Mars, la Petite Décharge, rivière Simoncouche.

Le bras Rocheux prend sa source à l'embouchure du lac Surprise (longueur : 0,7 km ; altitude : 319 m) qui est située dans la municipalité de Ferland-et-Boilleau. Ce lac en forme de croissant ouvert vers le sud-est comporte une zone de marais à l’extrémité nord-ouest et une autre à l’extrémité sud. L’embouchure est située à :
- 3,1 km à l’ouest du cours du bras d'Hamel ;
- 5,2 km au sud-est de la confluence du bras du Coco et de la rivière à Mars ;
- 5,5 km à l’ouest d’une courbe de la rivière Ha! Ha! ;
- 8,7 km au sud-est de la confluence du Bras Rocheux et du bras d'Hamel ;
- 16,4 km au sud de la baie des Ha! Ha![2].

Le bras Rocheux coule sur 12,5 km avec une dénivellation de 149 m entièrement en zone forestière, selon les segments suivants :
- 0,3 km vers l’est, jusqu’à la décharge (venant du sud-est) d’un ruisseau ;
- 0,5 km vers l’est en formant un crochet vers le nord et en traversant une zone de marais, jusqu'à la décharge (venant de l’est) d’un lac non identifié ;
- 3,0 km vers le nord-ouest en recueillant la décharge (venant de l’est) d’un lac, jusqu’à la décharge (venant du sud-ouest) d’un lac non identifié ;
- 2,9 km vers le nord-est en traversant une zone de marais à partir du milieu de ce segment, jusqu’à la décharge (venant de l’ouest) de quelques lacs ;
- 2,4 km vers l’est jusqu’à la décharge (venant de l’est) d’un ruisseau, puis vers le nord-est jusqu’à la décharge d’un lac (venant de l’ouest) ;
- 1,6 km vers le nord-est en recueillant la décharge (venant de l’est) d’un lac, jusqu’à la décharge (venant de l’ouest) de quelques lacs ;
- 1,8 km vers le nord courbant vers le nord-est en coupant la route 381, jusqu'à son embouchure[2].

Le bras Rocheux déverse dans un coude de rivière sur la rive ouest du bras d'Hamel, à côté de la route 381. Cette confluence est située à :
- 0,8 km en aval de la confluence du bras Rocheux et bras d'Hamel ;
- 3,1 km au sud-ouest du lac à Doré ;
- 4,9 km au sud-ouest du lac des Cèdres ;
- 14,4 km au sud-est de l’aérogare de l’aéroport de Bagotville ;
- 8,4 km au sud-est de la confluence de la rivière à Mars et de la baie des Ha! Ha![2].

À partir de la confluence du Bras Rocheux avec le bras d'Hamel le courant suit le cours sur 0,8 km vers le nord-est jusqu'à sa confluence avec la rivière Ha! Ha!, sur 11,8 km vers le nord-est, traverse la baie des Ha! Ha! vers le nord-est sur 11,0 km, puis le cours de la rivière Saguenay vers l’est sur 99,5 km jusqu’à Tadoussac où il conflue avec l’estuaire du Saint-Laurent.

## Toponymie
Le terme « rocheux » s’avère un adjectif descriptif, à cause de la présence de roches sur le cours de la rivière.
Le toponyme « Bras Rocheux » a été officialisé le 5 décembre 1968 à la Banque des noms de lieux de la Commission de toponymie du Québec.